# Madonna col Bambino e san Sebastiano
La Madonna con Bambino e san Sebastiano è un quadro realizzato in olio su tela opera di Giovanni Cariani realizzato intorno al 1530 e conservato al Museo del Louvre.

## Storia
Il quadro fu di difficile attribuzione. Inizialmente venne considerato un lavoro di Giovanni Bellini, come è accaduto per molti altri lavori dell'artista, e così venne riportato sui cataloghi del Louvre fino al 1926. Venne attribuito anche a Marcello Fogolino, ma Giovanni Morelli già nel 1882 ne diede la giusta assegnazione e così venne poi riportato negli elenchi di Bernard Berenson nel 1894.
Il dipinto sembra appartenere al periodo giovanile veneziano del pittore (1510-1517), poiché è in connessione con altri dipinti, come il Doppio ritratto o La Madonna con S. Pietro. Ricorda i lavori bellinani, e al Bellini venne erroneamente aggiudicato, una più attenta visione avverte un uso del colore più forte e asprigno che amplia gli spazi dando libertà alla luce di espandersi. Anche se il Cariani non era nuovo, in età giovanile, ad avvicinare i suoi lavori all'opera del Bellini, il quadro è sicuramente di datazione successiva, probabilmente risale al suo secondo ritorno a Bergamo del 1530.

## Descrizione
La tela raffigura la Vergine ornata da un velo bianco le cui ombre lo rendono quasi fluorescente e un manto verde orlato in oro che poggia sulle spalle e che si accompagna con il verde del paesaggio sullo sfondo. La Vergine che guarda il Bambino tenuto tra le braccia. Le è accanto san Sebastiano con lo sguardo in estasi.  Il bianco del velo è protagonista: è la luce su di una tela, dove i colori verdi e rosati sono molto intensi. 
L'asprezza della rappresentazione e la sinteticità della composizione trovano sicuramente la collocazione nella cultura bergamasca, dove la devozione voleva ancora un'antiquata raffigurazione. I colori rossastri degli incarnati si allontanano dall'opera belliniana, avvicinandosi maggiormente ai lavori del Palma. Il paesaggio sullo sfondo è cupo, per poi illuminarsi di colori di una tempesta, come nella Sacra famiglia, conservata a Albano Terme e nel Ritratto di Francesco Albani..